# Avenida Rio Branco (Juiz de Fora)
Avenida Barão do Rio Branco, bem conhecido como Avenida Rio Branco, é um logradouro do município de Juiz de Fora, Brasil. Principal via de circulação da cidade, foi projetada em 1836 como alternativa ao Caminho Novo, sendo denominada Estrada do Paraibuna (ou Estrada Nova) e posteriormente Rua Principal e Rua Direita, até receber a nomenclatura atual. É considerada a terceira maior avenida em linha reta do Brasil após a Avenida Teotônio Segurado em Palmas e a Avenida Caxangá em Recife.
A avenida possui 184 postes de concreto circular de 11,5 metros, com duas luminárias de uma lâmpada cada. O sistema de iluminação anterior, instalado na década de 1980, utilizava 109 postes de 20 metros. À época, o nível de luminosidade foi bom, mas passou a ser interferido pelas árvores, que mudaram de porte.

## História

### Origem
Em 1836 o engenheiro alemão Henrique Halfeld construiu a Estrada do Paraibuna como parte de um projeto para criar uma via alternativa ao Caminho Novo e ligar Vila Rica (atual Ouro Preto) ao Rio de Janeiro. A estrada acabou por desempenhar um papel importante no desenvolvimento local, desviando o núcleo original do povoamento (que surgira em torno da velha fazenda do juiz de fora) e tornando-se o centro do poder político e administrativo do nascente município.

### Projeto urbanístico
A Estrada do Paraibuna foi o eixo que orientou o desenvolvimento de Juiz de Fora. Num traçado transversal e paralelo à estrada projetada por Halfeld, foram abertas as primeiras ruas do povoado, em terras que pertenceram ao tenente Antônio Dias Tostes e que hoje compreendem a região central da cidade.
Por determinação da Lei Provincial de 31 de maio de 1850, é criado o município de Santo Antônio do Paraibuna. A câmara municipal é instalada em 1853 numa construção adquirida de Halfeld, próximo ao largo onde seria construído pouco depois o Jardim Municipal (atual Parque Halfeld).
A vila é elevada à categoria de cidade em 1856, enquanto prossegue o desenvolvimento urbano em torno do centro do poder. Em 1860, com a Estrada do Paraibuna já renomeada para Rua Direita, a câmara encomenda um plano para "desenhar a cidade tal qual ela se acha edificada" e "traçar o plano da mesma tal qual deve ser para o futuro edificada", incluindo o projeto de que "as ruas perpendiculares à rua Direita fossem abertas até a serra adjacente à cidade" (no caso o Morro do Imperador).

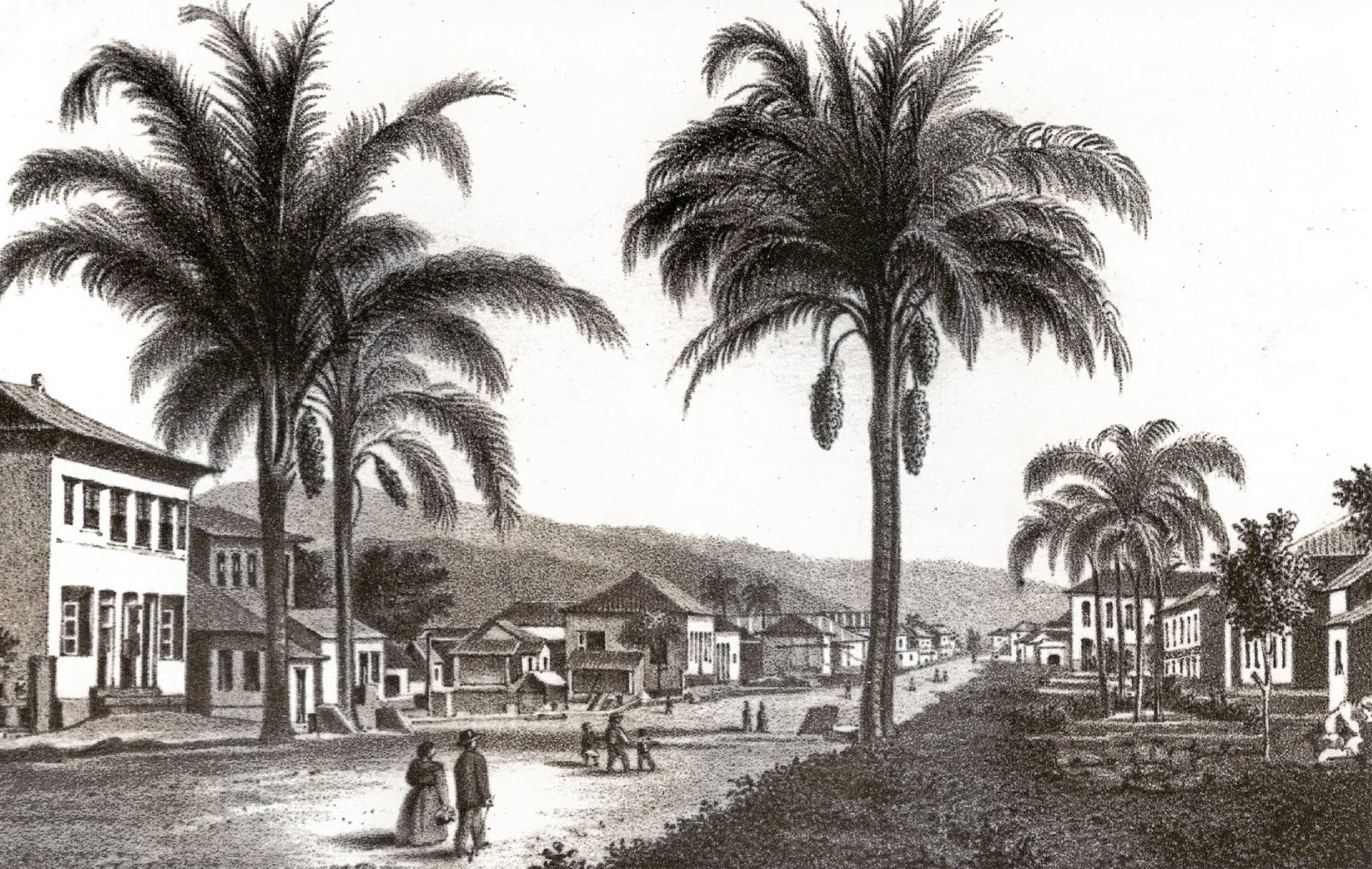
Avenida Rio Branco em 1872
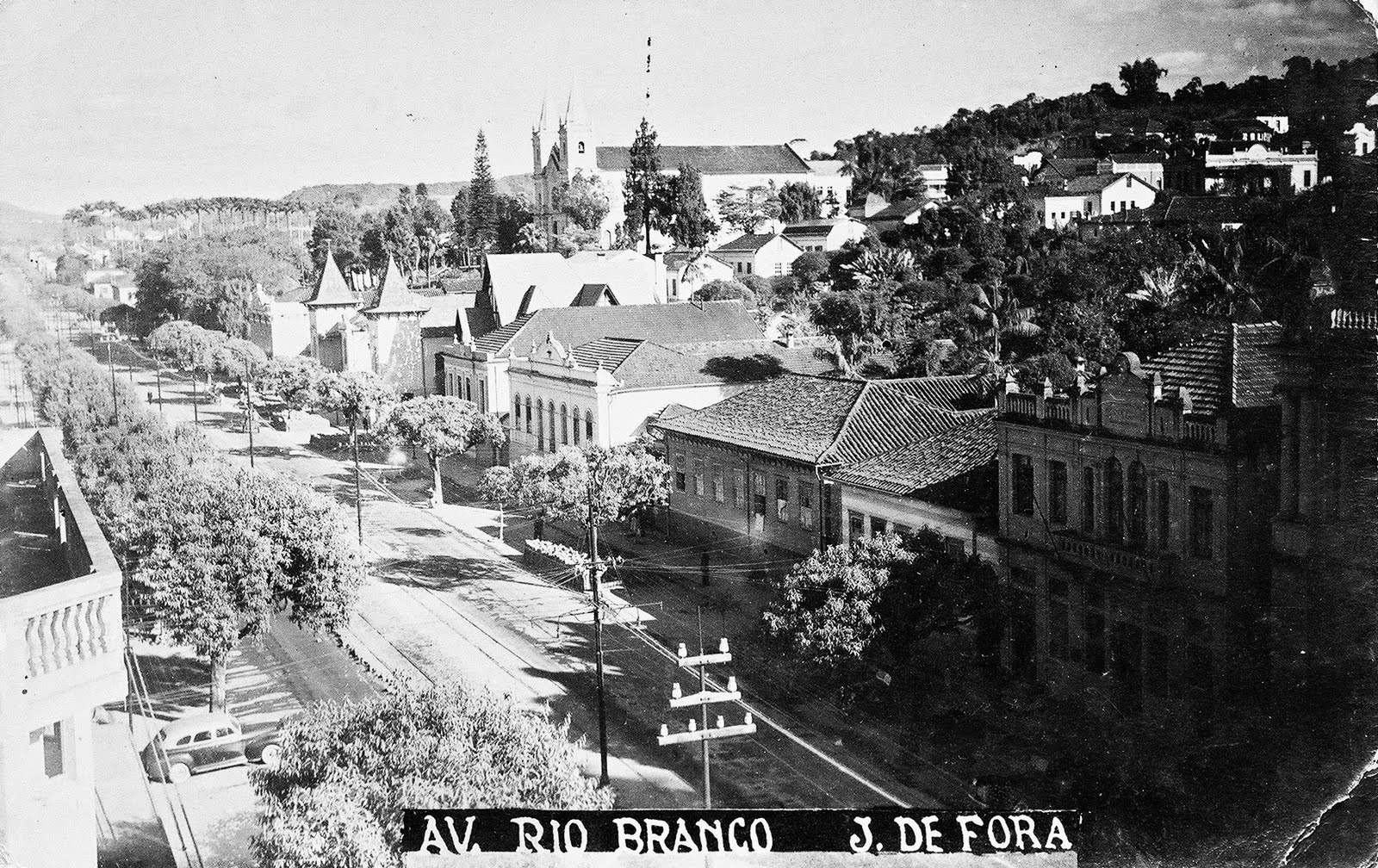
Avenida Rio Branco em 1933
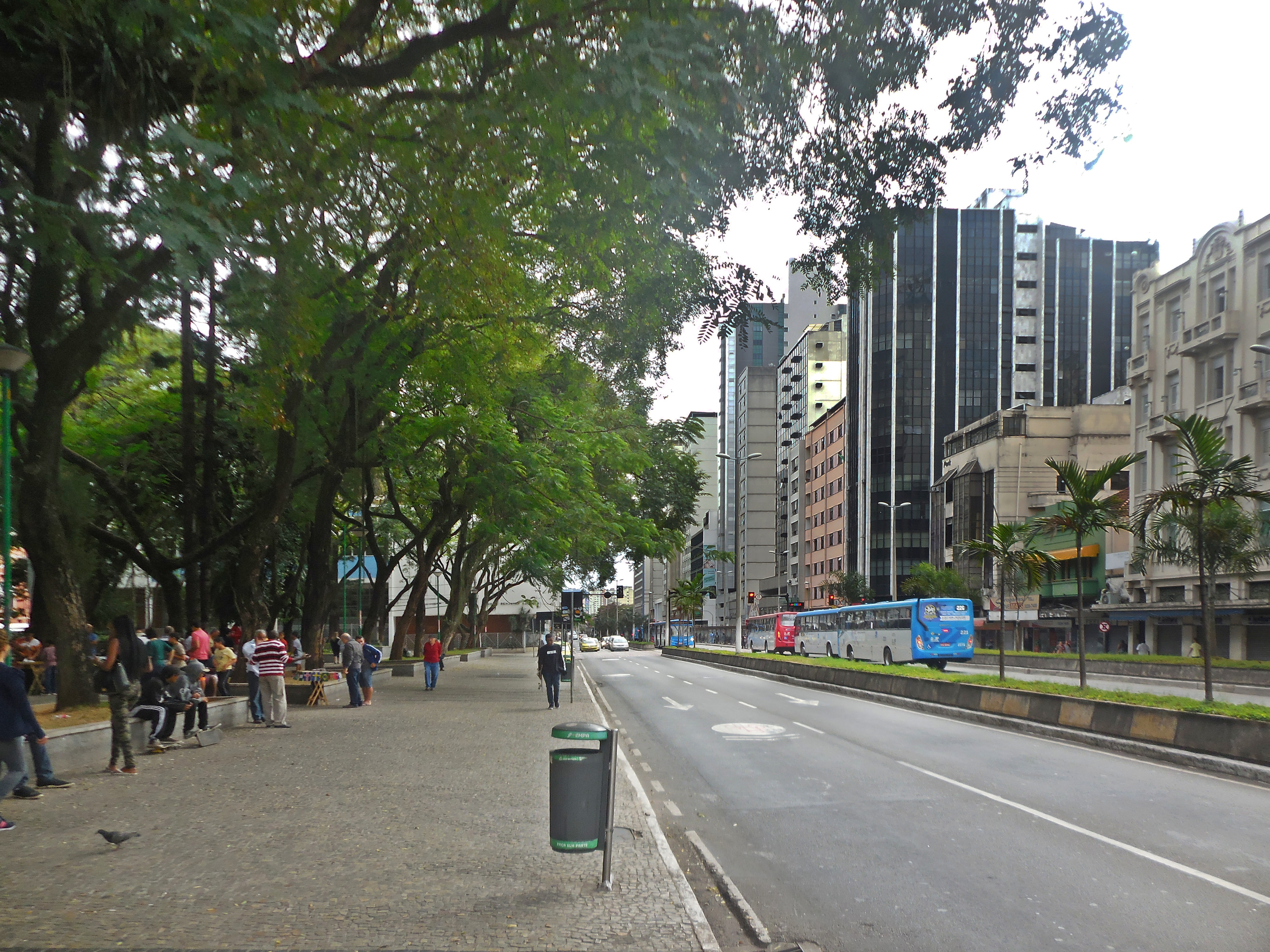
Parque Halfeld (à esquerda) e Avenida Rio Branco (à direita), em 2018.
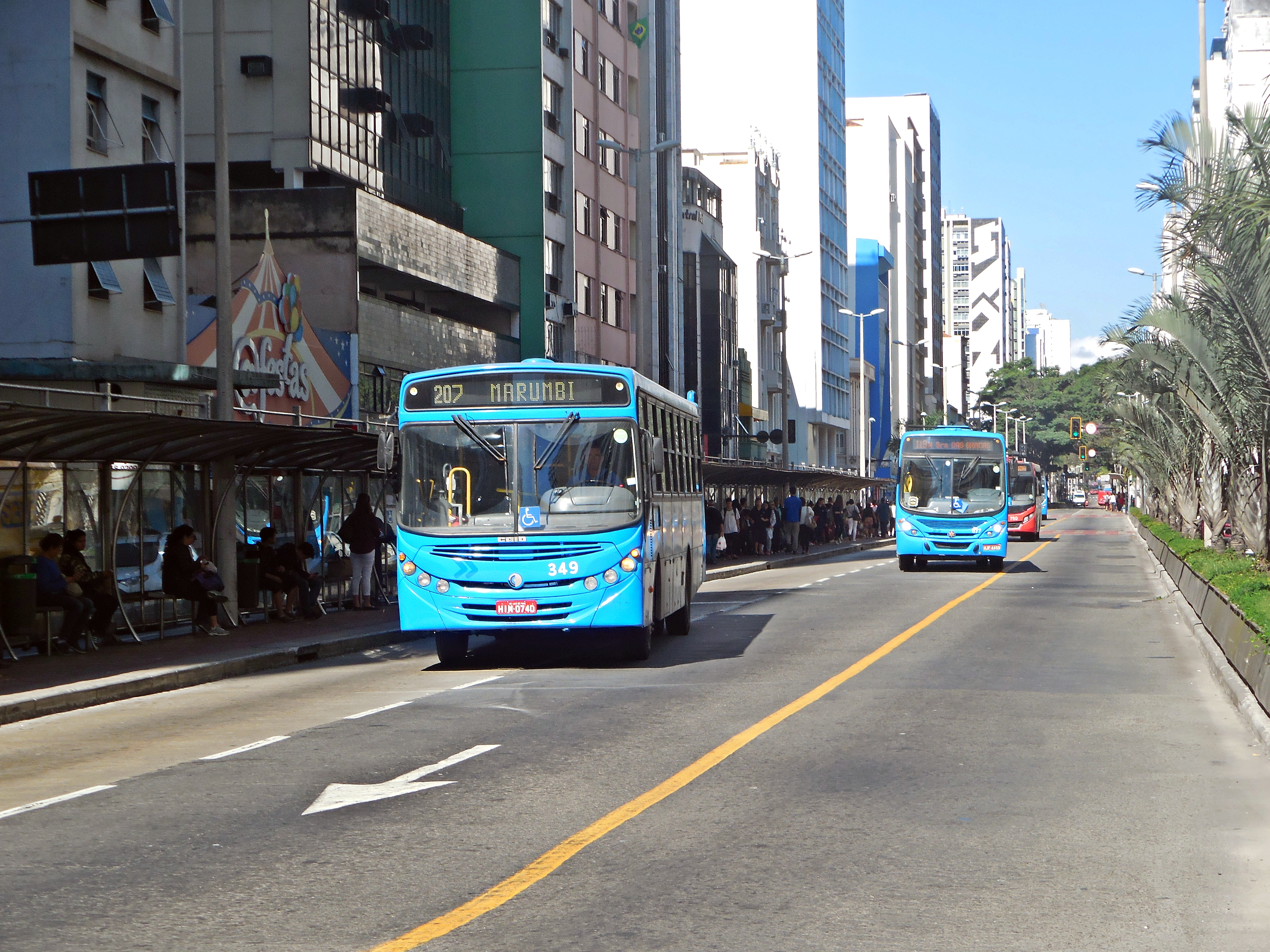
Transporte Coletivo Urbano na Avenida Rio Branco (2018)